# KOKUSAI ELECTRIC
株式会社KOKUSAI ELECTRIC（コクサイエレクトリック、英: KOKUSAI ELECTRIC CORPORATION）は、東京都千代田区に本社を置く日本の半導体製造装置メーカー。日立国際電気（現：国際電気）の半導体製造装置部門が独立するかたちで設立された。
2023年10月25日に東京証券取引所プライム市場に上場した。

## 概要
日立製作所のグループ再編の一環として、連結子会社であった日立国際電気の成膜プロセスソリューション（半導体製造装置）事業の売却先として米国の投資ファンドであるコールバーグ・クラビス・ロバーツ(KKR)が選定され、2017年2月にKKRが管理・運営する特別目的会社・HKEホールディングス合同会社として設立され（同年12月に株式会社に改組）、2018年5月に日立国際電気を完全子会社化した。
同年6月、日立国際電気の成膜プロセスソリューション事業を会社分割により譲受し、現商号に変更した。また日立国際電気の株式を日立製作所と日本産業パートナーズ傘下のHVJホールディングスに各20%づつ譲渡。2020年には残りの全株式をHVJホールディングスに譲渡し、資本関係を解消した。
2019年7月には半導体製造装置の世界最大手である米国のアプライド・マテリアルズに全株式を譲渡する契約を締結したが、中国規制当局の承認が得られず、2021年3月に契約が破棄された。これを踏まえ、戦略的パートナーシップの模索以外に株式の新規上場についても選択肢の一つとして検討されることとなった。
2023年9月21日、東京証券取引所はKOKUSAI ELECTRICの同年10月25日付でのプライム市場上場を承認したことを発表した。KKRは保有株式の一部を売却し、持分を73.2%から47.7%にまで下げる。時価総額は4300億円を超える見通しで、2018年のソフトバンク以来の大型上場となる。

## 沿革
※特記なきものの出典は「新規上場申請のための有価証券報告書（Iの部）」による。

### 国際電気
- 1949年11月 - 国際電気株式会社設立。
- 1956年4月 - ゲルマニウム、シリコン単結晶引上装置を受注し、半導体製造装置事業を開始。
- 1961年9月 - 東京証券取引所市場第二部に上場（同年10月市場第一部に指定替え）。
- 1971年3月 - Kokusai Electric Co., of Americaを設立。
- 1977年3月 - Kokusai Electric Europe GmbH（現：Kokusai Semiconductor Europe GmbH）を設立。
- 1989年2月 - 国際電気システムサービス株式会社（現：株式会社国際電気セミコンダクターサービス）を設立。
- 1989年5月 - 富山工場操業開始。
- 1993年5月 - Kook Je Electric Korea Co., Ltd.を設立。
- 1996年9月 - 亜太國際電機股份有限公司を設立。
- 1997年5月 - Kokusai Electric Co., of Americaを持株会社に改組し、事業子会社としてKokusai Semiconductor Equipment Corporationを設立。

### 日立国際電気
- 2000年10月 - 国際電気を存続会社として、日立電子・八木アンテナが合併し、株式会社日立国際電気に商号変更。
- 2002年5月 - 亜太國際電機股份有限公司が、Kokusai Electric Asia Pacific Shanghai Ltd.（現：科意半導体設備（上海）有限公司）を設立。
- 2003年3月 - Kokusai Semiconductor Equipment CorporationがKokusai Electric Co., of Americaを吸収合併。
- 2003年5月 - Kook Je Electric Korea Co., Ltd.が連結子会社から持分法適用関連会社となり、KOSDAQ市場に上場（2015年2月上場廃止）。
- 2009年3月 - 日立製作所の連結子会社となる。
- 2010年9月 - Kook Je Electric Korea Co., Ltd.を再び連結子会社化。
- 2016年1月 - Kook Je Electric Korea Co., Ltd.を完全子会社化。
- 2018年3月 - 東京証券取引所市場第一部の上場廃止。

### KOKUSAI ELECTRIC
- 2017年2月 - コールバーグ・クラビス・ロバーツ(KKR)を成膜プロセスソリューション事業の分割による売却先に選定し、KKRが特別目的会社であるHKEホールディングス合同会社を東京都千代田区丸の内に設立。
- 2017年12月 - HKEホールディングス株式会社に改組。日立国際電気の公開買付けを実施。
- 2018年3月 - Kook Je Electric Korea Co., Ltd.の全株式を日立国際電気より譲受し完全子会社化。
- 2018年5月 - 日立国際電気を完全子会社化。
- 2018年6月 - 日立国際電気の成膜プロセスソリューション事業を会社分割により承継し株式会社KOKUSAI ELECTRICに商号変更。本店を現在地に移転。日立国際電気の株式を日立製作所およびHVJホールディングスに各20%売却。
- 2019年7月 - 米国アプライド・マテリアルズと株式譲渡契約を締結[5]。
- 2020年2月 - 日立国際電気の全株式をHVJホールディングスに売却し、資本関係を解消。
- 2021年3月 - アプライド・マテリアルズとの株式譲渡契約が実行されることなく終了[8]。
- 2022年10月 - 富山県砺波市内に新工場を建設すると報道発表[11]。
- 2023年10月 - 東京証券取引所プライム市場に上場[3]。
- 2024年9月 - 砺波事業所竣工。同年10月より操業開始[12]。

## 主な製品
- 成膜プロセス装置
- トリートメント（成膜改善）プロセス装置
- 超音波発振器（子会社の国際電気セミコンダクターサービスが製造）
- 測定器（同上）

## 事業所
- 本社 - 東京都千代田区
- 富山事業所 - 富山県富山市
- 砺波事業所 - 富山県砺波市

## グループ企業
いずれも完全子会社である。
- 株式会社国際電気セミコンダクターサービス（富山県富山市）
- Kokusai Semiconductor Equipment Corporation （アメリカ・カリフォルニア州サンノゼ）
- Kokusai Semiconductor Europe GmbH （ドイツ・エルクラート市（英語版））
- 科意半導体設備(上海)有限公司(KE Semiconductor Equipment (Shanghai) Co., Ltd.)（中国・上海市）
- 亜太國際電機股份有限公司(Kokusai Electric Asia Pacific Co., Ltd. )（台湾・新竹市）
- Kook Je Electric Korea Co., Ltd. (Kokusai Electric Korea Co., Ltd.) （韓国・天安市）
- Kokusai Semiconductor Singapore Pte. Ltd.（シンガポール）